# Teun Buijs
Teunis „Teun” Buijs (ur. 24 lutego 1960 w Oostzaan) – holenderski siatkarz, grał na pozycji środkowego, Reprezentant kraju, trener. W sezonie 2013/2014 szkoleniowiec Atomu Trefla Sopot.
Jego córka Anne Buijs jest siatkarką.

## Życiorys
Buijs swoją karierę siatkarską rozpoczął w VV Compaen. Później grał jeszcze w Brother Martinus Amstelveen, Noliko Maaseik oraz Zaanstad. Był także reprezentantem kraju, w barwach Oranje wystąpił w 321 spotkaniach. W 1988 roku na Igrzyskach Olimpijskich w Seulu wraz z reprezentacją wywalczył 5. miejsce.
W 1991 roku rozpoczął pracę trenerską. Początkowo prowadził lokalną drużynę VV Zaanstad. Później był asystentem Avitala Selingera w żeńskiej reprezentacji Holandii. Zawodniczki zdobyły wtedy złoto World Grand Prix w 2007 roku. Po przygodzie z kadrą narodową objął stanowisko trenera w szwajcarskiej męskiej drużynie Lausanne UC. Z zespołem zdobył Superpuchar Szwajcarii i dotarł także do finału krajowego pucharu. Po tym sukcesie Buijs przeniósł się do Niemiec do klubu RWE Volleys Bottrop. W sezonie 2010/2011 doprowadził zespół do play-off rozgrywek ligowych i do półfinału Pucharu Niemiec. Od sezonu 2011/2012 trenował żeńską drużynę Schweriner SC z Niemiec. Drużyna pod wodzą Holendra dwukrotnie zdobyła mistrzostwo kraju i Puchar Niemiec. W pierwszym sezonie gry w europejskich pucharach drużyna nie wygrała meczu, w sezonie 2012/2013 zespół doszedł do fazy play-off rozgrywek.
W latach 2006–2009 asystent Avitala Selingera w reprezentacji Holandii.

## Kariera trenerska
| Lata                      | Klub/Reprezentacja      | Płeć      |
| ------------------------- | ----------------------- | --------- |
| 1991–2007                 | VV Zaanstad             | kobiety   |
| 2006–2009                 | Holandia (II trener)    | kobiety   |
| 2008–2009                 | Lausanne UC             | mężczyźni |
| 2009–2011                 | RWE Volleys Bottrop     | mężczyźni |
| 2011–2013                 | Schweriner SC           | kobiety   |
| 2013–2014 (do 12.04.2014) | Atom Trefl Sopot        | kobiety   |
| 2014–2015                 | Lokomotiv Baku          | kobiety   |
| 2016–2017                 | Prima Donna Kaas Huizen | kobiety   |
| 2017–2021                 | USC Münster             | kobiety   |
| 2022–                     | Prima Donna Kaas Huizen | mężczyźni |

## Jako siatkarz

### Sukcesy klubowe
Puchar Holandii:
- 1984, 1985, 1986, 1987, 1988

Liga holenderska:
- 1984, 1985, 1986, 1987, 1988
- 1983

Puchar Europy Mistrzów Klubowych:
- 1986, 1987, 1988

Puchar Belgii:
- 1991

Liga belgijska:
- 1991

### Sukcesy reprezentacyjne
Mistrzostwa Europy:
- 1989

Liga Światowa:
- 1990

## Jako trener

### Sukcesy klubowe
mężczyźni
Superpuchar Szwajcarii:
- 2008

Liga szwajcarska:
- 2009

kobiety
Puchar Niemiec:
- 2012, 2013

Liga niemiecka:
- 2012, 2013

Liga azerska:
- 2015